# Ken Lennaárd
Ken Lennaárd, Ken Richard Douglas Lennaárd, född 29 maj 1971 i Sofia församling, Stockholm, är en svensk pokerspelare.
Som barn medverkade Lennaárd i filmerna Blomstrande tider och Hela långa dagen, och som vuxen i dokusåporna Real World Visby (1996) samt Riket 2004. 
Redan som barn spelade Lennaárd poker med sin pappa och första gången det handlande om riktiga pengar var i 12-årsåldern. Efter att ha läst Dan Glimnes Pokerhandboken började han spela mer på allvar. Lennaárd har varit proffs sedan 1996.
Lennaárd har bland annat vunnit Five-Star World Poker Classic i Las Vegas 2005 och han har kommit ITM (In The Money) i World Series of Poker vid åtta tillfällen (21 juni 2009). Hans bästa in the money-placering i WSOP:s main event är en 34:e-plats år 2003. 2009 kom han på andra plats i en WSOP-turnering, $2000 no limit hold'em. Lennaárd har vunnit över $1 200 000 på turneringspoker. Lennaárd var med och grundade tidningen Poker Magazine.
Lennaárd blev enligt egen uppgift en så stor belastning för Svenska pokerförbundet att han avgick som ordförande den 16 oktober 2006.